# Bosnien BA07
BA07 var den sjunde bataljonen av de Svenska Bosnienbataljonerna som Sverige bidrog med till de fredsbevarande styrkorna i Bosnien och Hercegovina.

## Allmänt
Förbandet sattes upp av Älvsborgsbrigaden (IB 15) i Borås tillsammans med Skaraborgsbrigaden (PB 9) i Skövde samt Hallandsbrigaden (IB 16) i Halmstad som satte upp vardera ett pansarskyttekompani. Bataljonsstab, ingenjörkompani samt stab- och trosskompani grupperade på Camp Oden utanför Tuzla medan pansarskyttekompanierna grupperade ute i ansvarsområdet.
- A-Coy (Hallandskompaniet) grupperade på Camp Tor i Socovac
- B-Coy (Älvsborgskompaniet) grupperade på Camp Sleipner i Brgule
- C-Coy (Skaraborgskompaniet) grupperade på Camp Tor i Socovac

I förbandet ingick också ett lettiskt skyttekompani om 92 man.
På grund av förtida nedskärningar roterade A-Coy hem till Sverige i förtid.
Förbandet innehöll från början ca 1000 soldater vilket minskade till strax över 600 soldater efter nedskärningen.

## Förbandsdelar
- Bataljonschef: Mats Ekeroth